# Chibchella annulipes
Chibchella annulipes är en insektsart som beskrevs av Max Beier 1960. Chibchella annulipes ingår i släktet Chibchella och familjen vårtbitare. Inga underarter finns listade i Catalogue of Life.